# Mirka Jarchovská
Mirka Jarchovská, coniugata Dettmann (Jaroměř, 1º febbraio 1972), è un'ex cestista ceca, fino al 1992 cecoslovacca.

## Carriera
Con la Rep. Ceca ha disputato quattro edizioni dei Campionati europei (1995, 1997, 1999, 2001).